# رونالد غراهام (طيار بطل)
رونالد غراهام (بالإنجليزية: Ronald Graham)‏ هو طيار بطل أمريكي، ولد في 19 يوليو 1896 في يوكوهاما في اليابان، وتوفي في 23 يونيو 1967 في Sannox ‏ في المملكة المتحدة.